# Прапор Пунтленду
Прапор Пунтленду — один з офіційних символів самопроголошеної держави Пунтленд. Прийнятий 22 грудня 2009.

## Опис
Прапор являє собою горизонтальний триколор з смугами світло-синього, білого і зеленого кольорів, з білою зіркою в центрі верхньої смуги.
До грудня 2009 року уряд Пунтленду використовувало варіант прапора Сомалі у більш світлих тонах.

## Символи прапора
- Світло-синій — символізує прапор Сомалі
- Зелений — добробут та природні багатства
- Білий — світ та стабільність в регіоні

Попередня версія прапора
Герб Пунтленду